# قوری برنجی
قوری برنجی (به انگلیسی: The Brass Teapot) یک فیلم فانتزی آمریکایی محصول سال ۲۰۱۲ به کارگردانی راما موسلی است. فیلمنامه این فیلم توسط تیم میسی نوشته شده‌است، کسی که داستان کوتاهی را که این فیلم براساس آن ساخته شده‌است نیز نوشته‌است. این فیلم در ۸ سپتامبر ۲۰۱۲ در جشنواره بین‌المللی فیلم تورنتو به نمایش درآمد و در ۵ آوریل ۲۰۱۳ با در سینماها منتشر شد..

## خلاصه داستان
جان (مایکل آنگارانو) و آلیس (جونو تیمپل) زن و شوهری هستند که با مشکلات عدیده مالی و بیکاری رو‌به‌رو می‌باشند.
در پی اتفاقی، آلیس قوری برنجی تاریخی و جادویی را می‌رباید که در قبال آزار رساندن به خود یا دیگران، به آن‌ها پول می‌دهد.

## بازیگران
- جونو تیمپل در نقش آلیس
- مایکل آنگارانو در نقش جان
- الکسیز بلدل در نقش پایتون
- عالیه شوکت در نقش لوئیز
- بابی موینیهان در نقش چاک
- بن راپاپورت در نقش ریکی
- بیلی مگنوسن در نقش آرنی
- استیو پارک در نقش دکتر لی لینگ
- کلودیا میسون در نقش دونا
- دبرا مانک در نقش ترودی
- توماس میدلتیچ در نقش حباب
- کریستین میلیوتی در نقش برندی